# Ostoja (Poméranie-Occidentale)
Pour les articles homonymes, voir Ostoja.
Ostoja est une localité polonaise de la gmina rurale de Kołbaskowo située dans le powiat de Police en voïvodie de Poméranie-Occidentale. Elle se situe à environ 24 km au sud de Police et 14 km au sud-ouest de la capitale régionale Szczecin. Sa population est de 423 habitants.

## Géographie

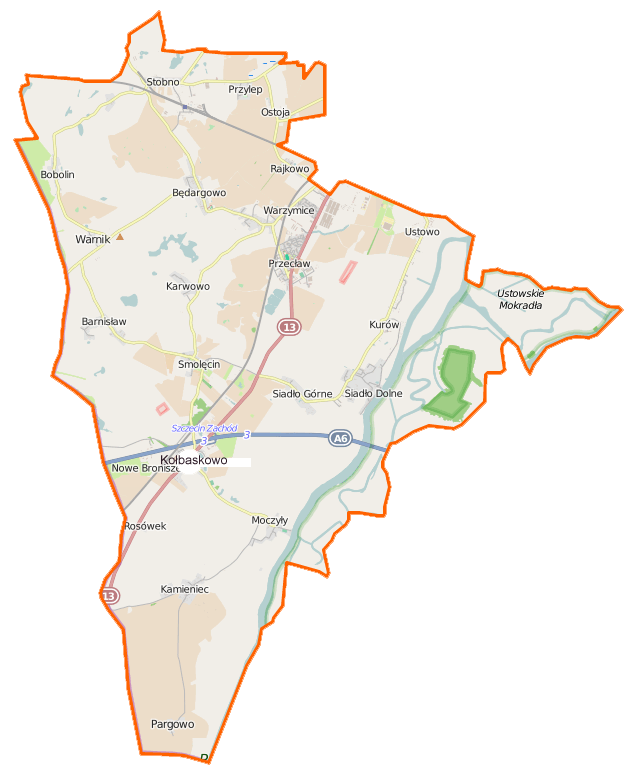
Carte de la gmina de Kołbaskowo.